# Alice Eve
Alice Sophia Eve (Londen, 6 februari 1982) is een Engels actrice. Ze debuteerde in 2004 op het witte doek als Miss Frayne in Stage Beauty. Ze speelde later hoofdrollen in onder meer Starter for 10, Big Nothing en She's Out of My League. Eve is een dochter van acteur Trevor Eve en actrice Sharon Maughan en heeft twee jongere broers, Jack en George.

## Filmografie
*Exclusief televisiefilms

- Take Cover (2024) - Tamara
- Cult Killer (2024) - Cassie Holt
- Haunting of the Queen Mary (2023) - Anne Caulder
- Freelance (2023) - Jenny Pettits
- The Infernal Machine (2022) - Officier Higgins
- Warning (2021) - Claire
- Bombshell (2019) - Ainsley Earhardt
- Pelleas (2019) - Melisande
- Replicas (2018) - Mona Foster
- The Con Is On (2018) - Jackie
- Untogether (2018) - Irene
- The Stolen (2017) - Charlotte Lockton
- Please Stand By (2017) - Audrey
- Bees Make Honey (2017) - Honey
- Criminal (2016) - Marta Lynch
- Misconduct (2016) - Charlotte Cahill
- Entourage (2015) - Sophia
- Dirty Weekend (2015) - Natalie Hamilton
- Night at the Museum: Secret of the Tomb (2014) - Zichzelf
- Before We Go (2014) - Brooke Dalton
- Cold Comes the Night (2013) - Chloe
- Star Trek Into Darkness (2013) - Carol Marcus
- Some Velvet Morning - Velvet
- Decoding Annie Parker (2013) - Louise
- Men in Black III (2012) - jonge Agent O
- The Raven (2012) - Emily Hamilton
- ATM (2012) - Emily Brandt
- The Decoy Bride (2011) - Lara Tyler
- Sex and the City 2 (2010) - Erin
- She's Out of My League (2010) - Molly McCleish
- Crossing Over (2009) - Claire Sheperd
- Big Nothing (2006) - Josie
- Starter for 10 (2006) - Alice Harbinson
- Hawking (2004) - Martha Guthrie
- Stage Beauty (2004) - Miss Frayne

## Televisieseries
*Exclusief eenmalige gastrollen
- Iron Fist - Mary Walker (2017-2018, tien afleveringen)
- Ordeal by Innocence - Gwenda Vaughan (2018, drie afleveringen)
- Entourage - Sophia (2011, vier afleveringen)
- Losing Gemma - Esther (2006, twee afleveringen)
- The Rotters' Club - Cicely Boyd (2005, drie afleveringen)
- Belgravia - Susan Trenchard (2020)

## Trivia
- Eve heeft heterochromie. Haar linkeroog is blauw en haar rechteroog is groen.

- Bibsys: 11023872
- Biblioteca Nacional de España: XX4614181
- Bibliothèque nationale de France: cb15560228w (data)
- Catàleg d'autoritats de noms i títols de Catalunya: 981061105035106706
- CiNii: DA12683534
- Gemeinsame Normdatei: 1150662816
- International Standard Name Identifier: 0000 0001 1655 9528
- Library of Congress Control Number: no2010099573
- Nationale Bibliotheek van Tsjechië: xx0217945
- Nationale Bibliotheek van Israël: 987007371500105171
- Nationale Bibliotheek van Polen: a0000002682233
- Nederlandse Thesaurus van Auteursnamen: 353045284
- Système universitaire de documentation: 166478563
- Virtual International Authority File: 61865371
- WorldCat: E39PBJp6bXgx6GYKvxKjpJQcyd